# 거트루드 노이마르크
거트루드 노이마르크(Gertrude Neumark, 1927년 4월 29일 ~ 2010년 11월 11일)는 미국의 물리학자로, 소재과학과 반도체 물리학 분야에 많은 업적을 남겼다. 와이드밴드갭(Wide Band Gap, WBG) 반도체와 발광 성질에 대한 연구가 유명하며 거트루드 노이마르크 로스차일드(Gertrude Neumark Rothschild)로도 알려져 있다.

## 개인적인 삶
1927년 독일 뉘른베르크의 유대인 집안에서 태어났으며 1935년 독일을 떠났다. 83세이던 2010년 11월 11일 심부전증으로 사망했다.

## 교육
1948년 미국 뉴욕주 뉴욕 맨해튼에 있는 사립 여학교인 바너드 칼리지(Bernard College) 화학과를 숨마쿰라우데(summa cum laude)로 졸업했고 이듬해에는 현재 하버드 대학교와 합병된 래드클리프 칼리지(Radcliffe College)의 화학과 석사 학위를 얻었다. 1951년 컬럼비아 대학교(Columbia University)에서 “Free Cloud Approximation to Molecular Orbital Calculation”이라는 제목의 논문으로 박사 학위(Ph.D.)를 취득했다.

## 경력
박사 학위를 딴 노이마르크는 뉴욕의 물리학 연구소인 Sylvania Research Laboratories에서 선임 연구원으로 일하다 1960년에 Phillips Laboratories로 자리를 옮겨 1985년까지 일했다. 1982년에는 미국 물리학회(American Physical Society, APS)의 펠로우로 선정되었으며, 1982년부터 1985년까지는 컬럼비아 대학교(Columbia University)의 재료과학 방문 교수를 역임하다 1985년 정교수로 임용되었다.

## 연구와 특허
1980년대에 와이드밴드갭(Wide Band Gap) 반도체의 광학 특성을 연구하기 시작했으며 짧은 파장의 전자기파를 사용하는 다이오드를 개발했다. 청색, 녹색, 자색과 자외선을 방출하는 새로운 단파장 LED는 에너지 효율과 내구도가 높으며, 수명이 길고 기존의 다이오드보다 훨씬 더 많은 정보를 저장할 수 있었다. 노이마르크의 연구로 인해 전자 제품 분야에서 청색, 녹색 및 자외선 LED를 공통적으로 사용하게 되었으며, 간판이나 신호등에서부터 모바일 장치, HD-DVD 플레이어에 이르기까지 다양하게 응용되어 전자공학 분야의 수많은 발전을 이룰 수 있었다.
노이마르크는 와이드밴드갭(Wide Band Gap) 반도체에 관련된 수많은 특허를 보유하고 있었지만 그 업적을 인정받는 데 어려움이 많았다. 2005년 노이마르크는 필립스 루미레즈(Philips Lumildes Lighting Company), 에피스타(Epistar) 도요다 고세이(Toyoda Gosei)와 오스람(Osram)을 비롯한 전자회사를 대상으로 소송을 제기했다. 2008년에는 와이드밴드갭 반도체 기술에 대한 자신의 특허권을 침해하는 물건을 미국이 수입하는 것에 대한 항의서를 제출하기도 했으며 이 결과로 인해 많은 회사들이 노이마르크의 특허 라이센스에 동의하게 되었다. 노이마르크의 가족은 이러한 소송이 돈과 관련된 문제보다는 여성 과학자의 업적을 인정하는 과정에서 발생하는 차별에 대한 것이라고 주장했다.